# Physaria valida
Physaria valida là một loài thực vật có hoa trong họ Cải. Loài này được (Greene) O'Kane & Al-Shehbaz mô tả khoa học đầu tiên năm 2002.